# Otmica u Štrpcima
Otmica u Štrpcima je ratni zločin počinjen 27. veljače 1993. godine, kada su pripadnici srpskih paravojnih postrojbi pod zapovjedništvom Milana Lukića oteli grupu putnika iz vlaka 671 na relaciji Beograd – Bar, a zatim ih likvidirali.
Oteti putnici su 18 Bošnjaka i jedan Hrvat – Kaštelanin Tomo Buzov. Većina ubijenih bili su državljani SR Jugoslavije, uglavnom iz Priboja, Prijepolja, Beograda i Podgorice. Među njima je bilo i državljana Bosne i Hercegovine. Posmrtni ostaci 16 putnika još uvijek nisu pronađeni, dok su posmrtni ostaci Rasima Ćorića i Rastodera Jusufa te nekompletni posmrtni ostaci trećeg putnika Zubčević Halila pronađeni u Perućačkom jezeru. Među onima koji su izvedeni iz vlaka bio je crnac čija sudbina nije poznata.
Iako je više neposrednih počinitelja osuđeno, još uvijek se ne znaju imena nalogodavaca i organizatora ovog zločina.
Nebojša Slijepčević snimio je kratki igrani film o ovom događaju pod nazivom »Čovjek koji nije mogao šutjeti«, koji je uvršten u službenu konkurenciju kratkog filma 77. Filmskog festivala u Cannesu 2024. godine i osvojio Zlatnu palmu kao prvi nagrađeni kratkometražni hrvatski film.. Film je u siječnju 2025. nominiran za nagradu Oscar Američke akademije filmske umjetnosti i znanosti u kategoriji najboljeg kratkometražnog filma.

## Otmica
Postoje dokumenti koji upućuju na to da je ova otmica bila unaprijed pripremljena i da su željezničko poduzeće, MUP Srbije i vojska znali da će “pripadnici Srpske vojske općine Rudo zaustaviti vlak i odvesti putnike”. Prema izjavama svjedoka, nakon polaska vlaka iz Beograda, kondukter je u pratnji dvojice policajaca pregledao karte i svima ispisao imena na kartama, navodno zbog šverca. Pruga Beograd-Bar jedan kratak dio prolazi kroz Bosnu i Hercegovinu, kod Štrpaca, ali tamo vlak inače ne staje. Dok se vlak približavao bosanskohercegovačkoj granici, policija i vojska počele su prolaziti hodnicima, odvajajući Muslimane, dok su ostale tjerale u kupe. Nakon toga je vlak zaustavljen u Štrpcima, suprotno voznom redu, a iz njega je izvedena skupina otetih civila.
Sve je bilo kao na filmu. Vlak je stao zbog crvenog signala na samom ulazu u tunel. Otmičari su bili uredno uniformirani, osim jednog koji je imao bradu i crnu kokardu. Kada su tražili osobne iskaznice, sve je izgledalo kao rutinska procedura i dok nisu počeli odvoditi ljude, izgledalo je kao da traže nekog određenog. Bilo je komentara da traže svoje bjegunce, po nekima je bilo jasno da su meta muslimani. Jedan od putnika u majici kratkih rukava iskočio je na snijeg iz bifea uz povike: 'Koljite balije'. Najstrašnije je bilo to što, zapravo, otmice uopće nije bilo. Nitko se nije bunio, sve se odvijalo u zlokobnoj tišini. Sve to nije trajalo dulje od pola sata. Začudo, vlak je nastavio putovanje kao da se ništa nije dogodilo.  – Izjava jednog od očevidaca
Iskazi putnika pokazuju da je postojala suradnja između vojnika koji su bili u vlaku i onih koji su zaustavili vlak u Štrpcima. Oteti civili odvedeni su u selo Prelovo kod Višegrada, gdje su postrojeni u dvorani osnovne škole, prilikom pretresa im je oduzet novac, nakit i druge vrijednosti, a zatim pretučeni. Nakon toga su oteti putnici iz vlaka vezani žicom, utovareni u kamion, zatim odvezeni u pravcu Višegrada i likvidirani u selu nedaleko od Drine.

## Imena žrtava
Žrtve zločina u Štrpcima su:
1. Esad Kapetanović (19),
2. Ilijaz Ličina (43),
3. Fehim Bakija (43),
4. Šećo Softić (48),
5. Rifet Husović (26),
6. Senad Đečević (16),
7. Ismet Babačić (30),
8. Halil Zubčević (49),
9. Adem Alomerović (59),
10. Muhedin Hanić (27),
11. Safet Preljević (22),
12. Džafer Topuzović (55),
13. Rasim Ćorić (40),
14. Fikret Memović (40),
15. Favzija Zeković (54),
16. Nijazim Kajević (30),
17. Zvezdan Zuličić (23),
18. Jusuf Rastoder (45) i
19. Tomo Buzov, umirovljeni oficir JNA.

### Tomo Buzov
Kaštelanin Tomo Buzov, umirovljeni oficir Jugoslavenske narodne armije usprotivio se otmici. Pobunjenim Srbima se to nije svidjelo pa su odveli i njega. Oni koji su šutjeli u vlaku su ostali pošteđeni, te su kasnije prepričali što se zaista dogodilo. Tomo Buzov krenuo je vlakom, kako bi posjetio sina Darka, koji je tada služio vojni rok u Crnoj Gori. Kad su ljudi u uniformama ušli, pitao ih je zašto to rade i čija su to oni vojska. Rekli su mu da bude miran, da se to njega ne tiče. Onda su rekli svim Bošnjacima iz hodnika da izađu, a Tomo Buzov je jednog momka Bošnjaka, koji je imao 17 godina, povukao za ruku, posjeo ga na svoje mjesto u kupeu, ustao i izašao umjesto njega. Prema svjedoku ubili su ga vatrenim oružjem odmah iza stanice u Štrpcima; izgleda da ga nisu odveli s tom skupinom od 18 Bošnjaka i da nije završio u Drini ili u masovnoj grobnici.